# Coupe Mitropa 1968-1969
Navigation
Édition précédente Édition suivante
La Coupe Mitropa 1968-1969 est la vingt-huitième édition de la Coupe Mitropa. Elle est disputée par seize clubs provenant de cinq pays européens.
La compétition est remportée par le FK Inter Bratislava, qui bat en finale le Sklo Union Teplice, sur le score de quatre buts à un.

## Compétition
Toutes les rencontres se jouent dans un format aller-retour.

### Huitièmes de finale
Les matchs ont lieu du 4 décembre 1968 au 29 décembre 1968.
| Équipe 1            | Résultat | Équipe 2                    | Aller | Retour |
| ------------------- | -------- | --------------------------- | ----- | ------ |
| Budapest Honvéd     | 0-2      | Zeljeznicar Sarajevo        | 0-1   | 0-1    |
| Tatabányai Bányász  | 3-6      | Sklo Union Teplice          | 3-3   | 0-3    |
| Wiener Sport-Club   | 2-2      | US Cagliari                 | 1-0   | 1-2    |
| FK Inter Bratislava | 3-1      | SSC Palerme                 | 3-0   | 0-1    |
| Vasas SC            | 6-4      | SK Sturm Graz               | 4-3   | 2-1    |
| Atalanta Bergame    | 3-9      | FK Étoile rouge de Belgrade | 2-4   | 1-5    |
| FK Vardar Skopje    | 2-5      | Admira Vienne               | 2-0   | 2-3    |
| Baník Ostrava       | 5-3      | Hajduk Split                | 4-1   | 1-2    |

### Quarts de finale
| Équipe 1                    | Résultat | Équipe 2            | Aller | Retour |
| --------------------------- | -------- | ------------------- | ----- | ------ |
| Zeljeznicar Sarajevo        | 5-1      | Baník Ostrava       | 1-1   | 4-0    |
| FK Étoile rouge de Belgrade | 3-5      | Vasas SC            | 1-2   | 2-3    |
| Wiener Sport-Club           | 1-3      | Sklo Union Teplice  | 1-1   | 0-2    |
| Admira Vienne               | 3-3      | FK Inter Bratislava | 2-2   | 1-1    |

### Demi-finales
| Équipe 1             | Résultat | Équipe 2           | Aller | Retour |
| -------------------- | -------- | ------------------ | ----- | ------ |
| FK Inter Bratislava  | 3-2      | Vasas SC           | 2-2   | 1-0    |
| Zeljeznicar Sarajevo | 2-3      | Sklo Union Teplice | 1-1   | 1-2    |

### Finale
| Équipe 1            | Résultat | Équipe 2           | Aller | Retour |
| ------------------- | -------- | ------------------ | ----- | ------ |
| FK Inter Bratislava | 4-1      | Sklo Union Teplice | 4-1   | 0-0    |